# 克孜勒尤爾特區

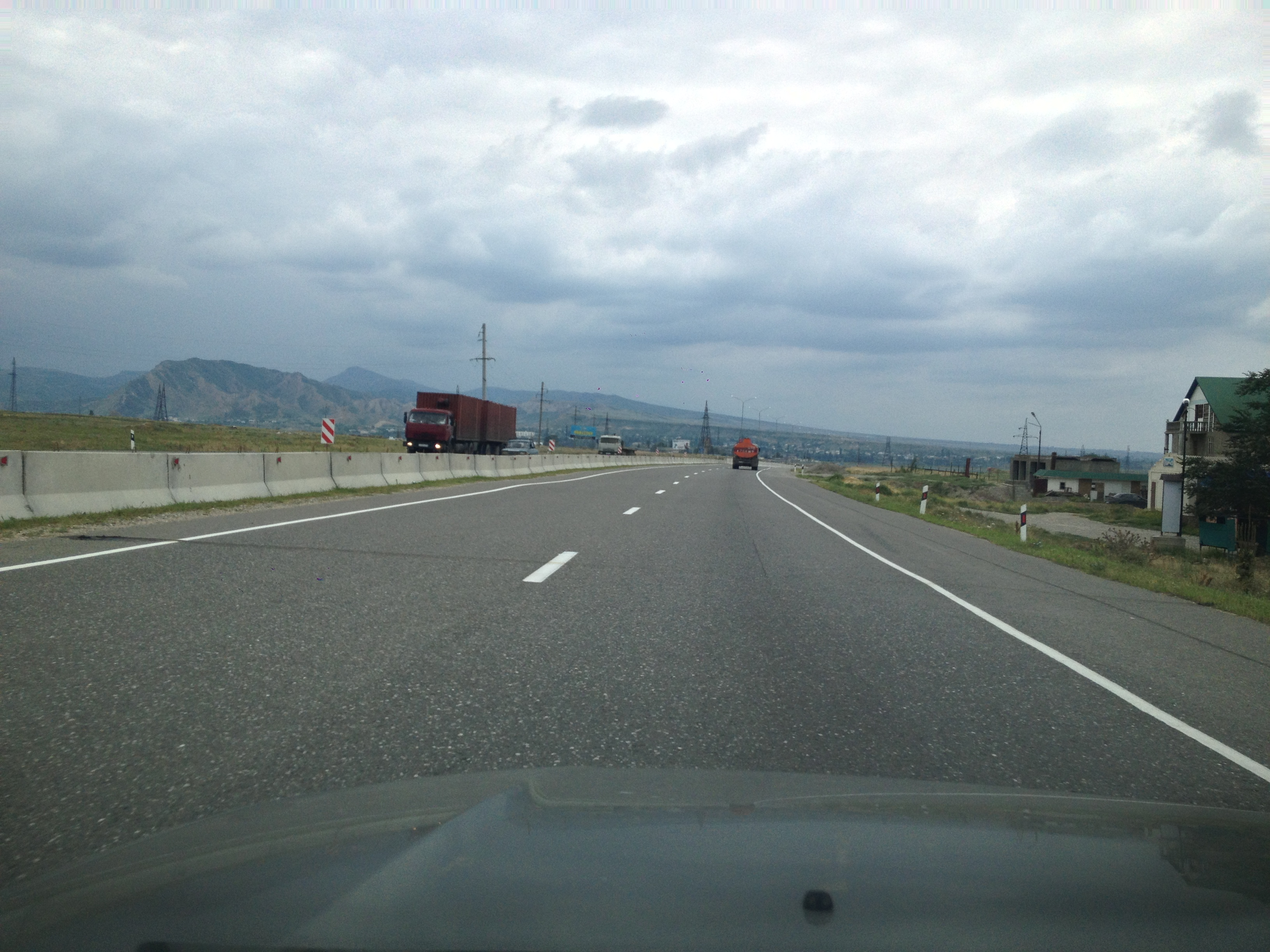

克孜勒尤爾特區（俄语：Кизилюртовский район），是俄羅斯的一個區，位於該國西南部，由達吉斯坦共和國負責管轄，面積524.01平方公里，2010年人口61,876，人口密度每平方公里118.08人。
43°12′N 46°53′E / 43.200°N 46.883°E